# Michael Spivak
Michael David Spivak (Queens, Nueva York, 25 de mayo de 1940 - Houston, Texas, 1 de octubre de 2020) fue un matemático estadounidense. Autor de varios libros de referencia sobre matemáticas y física matemática, en los campos del análisis matemático, mecánica y sobre todo en su especialidad, la geometría diferencial.

## Obras
Michael Spivak se doctoró en 1964 en la Universidad de Princeton (Nueva Jersey), bajo la supervisión de John Milnor, con una tesis sobre los espacios que satisfacen la Dualidad de Poincaré.  Milnor basó uno de sus libros sobre teoría de Morse en las notas de clase de Spivak y de Robert Wells.
Spivak es autor de una obra en cinco volúmenes titulada “Introducción completa a la geometría diferencial”, por la cual le fue entregado el premio Leroy Steele en 1985.
En su libro “Cálculo”, Spivak adopta un enfoque riguroso y teórico que permite introducirse a la temática del cálculo infinitesimal. Esta obra se ha vuelto bibliografía de referencia en los cursos de análisis matemático a nivel universitario, especialmente en aquellos que tienen énfasis en matemática pura. Otro libro muy conocido es el titulado “Cálculo en variedades”, un breve pero riguroso tratamiento del cálculo multivariable. 
También ha dado conferencias sobre física elemental, que recopiló en 2004 en su obra "Mecánica Elemental desde la perspectiva de un matemático". Su obra más reciente es “Física para los matemáticos: Mecánica I”, publicado en 2010.
Spivak también es conocido por haber diseñado el tipo de fuente MathTime, que es ampliamente utilizada en las publicaciones académicas por su extenso soporte de la notación matemática.  También ha escrito dos obras tituladas “La alegría de TeX: Guía Gourmet para Composición tipográfica con el Paquete Macro AMS-Tex ” y “Guía del cálculo para autoestopistas”.
Algunos de sus libros contienen referencias a cerdos amarillos (yellow pigs), al parecer una broma de Spivak junto a su colega David C. Kelly. El 17 de julio se celebra en el Hampshire College Summer Studies in Mathematics (organizado por el profesor Kelly) la festividad de los cerdos amarillos, en honor al número 17.